# Гонорский, Разумник Тимофеевич
Разу́мник Тимофе́евич Гонорский (август/декабрь 1791, Тула — 26 августа 1819, Харьков) — русский поэт, филолог, журналист.

## Биография
Родился в Туле в семье священника. Обучался в Тульской духовной семинарии с 1799 года, затем в ярославском Демидовском высших наук училище и Петербургском педагогическом институте (с 1810 года). После окончания института был направлен в город Новый Оскол Курской губернии учителем народных училищ.
В 1814 году поступил на историко-филологический факультет Харьковского университета. Ещё во время подготовки диссертации юноша обратил на себя внимание учителей своими способностями к языкам и гуманитарным наукам, в связи с чем был привлечён для чтения лекций (немецкий язык и словесность) — случай очень редкий в те годы.
Печатался в первом харьковском журнале «Харьковский Демокрит» (1816), участвовал вместе с Е. М. Филомафитским в издании журнала «Украинский вестник» (1816—1818), публикуя в нём свои переводы с немецкого, французского и итальянского языков и литературоведческие труды.
Умер 26 августа 1819 года в Харькове «от нервной горячки».

## Творчество
Творческое наследие Гонорского, который прожил всего 28 лет, составляют теоретические работы («Кое-что о нашей художественной прозе и русской словесности вообще»), ряд статей по проблемам русского стихосложения, переводы античных авторов (Вергилия, Горация, Катулла, Овидия, Проперция, Тибулла), биографические эссе, наконец, собственные поэтические и прозаические произведения.

## Сочинения
- Дух русских. Осенняя песнь 1812 года. — СПб.: Императ. типогр., 1813. — 6 с.
- Дух Горация и Тибулла. — Харьков: Университетск. тип., 1814. — 36 с.
- О подражательной гармонии слова. Опыт. — Харьков: Университетск. тип., 1815. — 59 с.
- Опыты в прозѣ: с присовокуплением двух Сонетов, двух Романсов и одной Фантазии. Харьков, Университетская типография, 1818.